# Nearh
Nearh (grško Νέαρχος, Néarhos) je bil eden od častnikov (navarh) v vojski Aleksandra Velikega, * okoli 360 pr. n. št., † 300 pr. n. št.
Znan je po svoji slavni ekspediciji, ki se je začela po indijskem pohodu Aleksandra Velikega v letih 326–324 pr. na reki Ind, se nadaljevala skozi Perzijski zaliv in končala pri izlivu reke Tigris. 

## Mladost
Po rodu je bil iz Lata na Kreti. Med vladavino Filipa II. Makedonskega se je njegova družina preselila v Amfipolis v Makedoniji. Nearh je bil takrat verjetno mlad fant, skoraj zagotovo starejši od Filipovega sina Aleksandra.  Nearh je skupaj s Ptolemajem, Erigijem in Laomedonom ter Harpalom postal eden od Aleksandrovih 'mentorjev'. Po Piksodarjevi aferi (A 3.6.5; P 10.3) je bil izgnan neznano kam. Po Filipovi smrti in Aleksandrovem vzponu na prestol se je vrnil v Makedonijo. 

## Osvajanja Aleksandra Velikega
Po njegovi vrnitvi so bile omenjenim možem podeljene največje časti. Nearh je bil leta 334/333 pr. n. št. med prvimi imenovan za satrapa Likije in Pamfilije (A 3.3.6). Nearhova pomorska blokada perzijskih ladjevij, ki so ogrožala Egejsko morje, je bila uspešna in pripomogla Aleksandru pri osvajanju Fenicije, Egipta in Babilonije. Leta 328 pr. n. št. je bil razrešen s položaja satrapa. Pridružil se je Aleksandru v Baktriji (severni Afganistan) in s seboj pripeljal okrepitve (A 4.7.2; C 7.10.4). Po obleganju Aornosa v današnjem Pakistanu je bil Nearh na čelu izvidniške misije poslan v Indijo, predvsem zato, da bi izvedel kaj več o slonih (A 4.30.5–6). 

## Potovanje po Indu
Leta 326 pr. n. št. je Nearh postal admiral flote, ki jo je Aleksander zgradil ob Hidaspesu (A 6.2.3; Indica 18.10). Strabon pripoveduje, da je bilo v bližini ladjedelnice dovolj jelke, bora in cedre za gradnjo ladij. Ladjevje je najprej plulo navzdol po Hidaspesu kot bi bilo na zmagoslavni vojaški paradi. Imelo je kopensko spremstvo glavnine Aleksandrove vojske, vključno s konjenico, sloni in trenom. Ob sotočju rek Acesine in Inda je Aleksander ustanovil mesto, imenovano Aleksandrija na Indu. Dodelil ga je satrapiji svojega tasta Oksiarta in ga naselil s tračanskimi vojaki. 
Nekaj ladij je bilo med plovbo poškodovanih. Nearhu je bilo naročeno, naj se ustavi in nadzira popravila in šele nato nadaljuje plovbo po reki. To morda kaže na nekaj njegovega znanja o ladjedelništvu, verjetno pa ni bil edini, ki je bil za to usposobljen. Potovanje po reki Ind je trajalo od leta 326 do 325 pr. n. št. in se končalo z zavzetjem nekaj indijskih mest. Ko so Makedonci dosegli Pattalo (sedanji Bahmanabad v Sindu v Pakistanu), se je Nearh pripravil, da bo vodil 17.000–20.000 mož na odpravo v Perzijski zaliv. Aleksander je medtem nadaljeval pohod skozi Gedrozijo. Nearh ni bil prvi grški mornariški častnik, ki je plul po Indu. Po Herodotu je pred njim plul Skilaks iz Karjande po naročilu Dareja Velikega. 
Nearh je poveljeval ladjevju na potovanju od Inda do Perzijskega zaliva in podrobno zabeležil vse pomembno. Zapisi so bili pomemben vir podatkov za Arijanovo Indiko. Četudi je bil Nearh admiral, ni imel veliko pomorskega znanja in je mornariške odgovornosti prepustil Onezikritu. Nearh je zgodbo o svoji ekspediciji zbral v pisnem delu  Indika, ki je izgubljeno. Nekaj njegove vsebine je v Arijanovi Indiki in Strabonovi Geografiki. Delo je bilo verjetno sestavljeno iz dveh delov: prvega, v katerem je podrobno opisal Indijo, njene meje, velikost, prebivalstvo, kaste, živalstvo, rastlinstvo, kulture in vojsko, in drugega, ki v katerem je opisal potovanje domov proti Babilonu. Nearh je po Arijanu zapisal, da so v dolini Inda gojili riž in sladkorni trs in izdelovali in trgovali z bombažnimi in drugimi tkaninami.

## Potovanje po Perzijskem zalivu
Nearh je začel plovbo v Potali in do Arabskega morja priplul z zamudo zaradi monsunskega deževja in močnih vetrov. Njegova flota je na boljše vreme čakala blizu izliva Inda in Arabije, zgradila kamnito obzidje za obrambo pred sovražnimi domorodci in se prehranjevala s slankasto vodo in školjkami. Po 24 dneh je Nearh nadaljeval plovbo do pristanišča Morontobara (otok Manora tik ob obali sodobnega Karačija v Pakistanu). 
Pri Morontobari je Leonat, eden od Aleksandrovih generalov, premagal lokalne Orejtance in obnovil zalogo hrane, s katero se je preživljala Nearhova flota. Z novo zalogo je Nearh dosegel reko Hingol (v Makranu, Beludžistan) in pobil domorodno prebivalstvo. Nearh je nato priplul v državo ihtiofagov – jedcev rib, naseljencev puste obalne pokrajine Makran med Arabskim morjem in puščavo Gedrozijan, in odkril pristanišče Bagisara (sodobno pristanišče Ormara). 
V Mosarni se je floti pridružil gedrozijski pomorščak in Nearha napotil v Gadar, kjer so našli datljeve palme in vrtove. Oropali so mesto Čah-Bahar in floto zasidrali na rtu Bageia, posvečenem bogu sonca. Plovba se je nadaljevala do Hormuške ožine. Po številnih pustolovščinah je Nearh priplul v Karmanijo v južnem Iranu in se srečal z Aleksandrom. Okolica je bila lepo obdelana, posejana z žitom in posajena z vinsko trto in sadnim drevjem, vendar ne z oljkami. Pri Hormuški ožini sta Nearh in Onezikrit videla polotok Oman v Arabiji, a tja nista upala. Oman je bil pred Aleksandrovo osvojitvijo satrapija Ahemenidskega cesarstva. 
Nearh je bil domnevno prvi grški poveljnik, ki je obiskal Bahrajn, po grško Tilos. Njegov obisk je zaznamoval začetek vključitve Bahrajna v helenski svet, ki je dosegel vrhunec s čaščenjem Zevsa kot arabskega boga sonca Šamsa, in uvedbo grščine kot pogovornega jezika višjih slojev. Bahrajn je celo gostil grška atletska tekmovanja. Nearh je zapisal, da je bil Bahrajn uspešen trgovski otok:  
"Na otoku Tilos v Perzijskem zalivu so veliki nasadi bombaževca, iz katerega izdelujejo oblačila, imenovana sindones. Kakovost oblačil je različna, od zelo dragih do cenenih. Njihova raba ni omejena na Indijo, ampak sega tudi v Arabijo."
Makedonci so kasneje obiskali številna pristanišča v Perzijskem zalivu, kot so Harmozeja, otok Qeshm, rt Ra's-e Bostâneh, otok Qeys, Band-e Nakhîlû, otok Lâzeh, kjer so naleteli na nabiralce biserov, rt Bandar-e Shîû, Nây Band , Kangan, reko Mand, Bûsher, reko Dasht-e Palang, Jazireh-ye Shîf in reko Marun. Leta 324 pr. n. št. so končno dosegli ustje reke Tigris.
Od tam je Nearh odplul vse do Evfrata in se vrnil, da bi se v začetku leta 324 pr. n. št. v Suzi pridružil Aleksandru. On in Onezikrit sta za svoja dejanja prejela zlata diadema. Nearh se je poročil s hčerko Barsine in Mentorja (A 7.4.6) in kot priznanje za svoje prizadevanje prejel krono (A 7.5.6). Floto je nato odpeljal do Babilona, kjer je Aleksandru prenesel sporočilo Kaldejcev, naj ne vstopi v mesto (P 73.1–2).

## Kasnejše življenje
Nearh je kot admiral flote dobil novo vlogo v Aleksandrovih načrtih za osvojitev Arabije. Aleksander jo je želel osvojiti, da bi okrepil trgovino in promet v Perzijskem zalivu med Babilonom in Indijo, vendar mu je načrte prekrižala smrt. 
V začetnih prepirih za Aleksandrovo dediščino je Nearh podprl Herakleja, Aleksandrovega nezakonskega sina z ljubico Barsino, ki je bila zdaj njegova tašča. Ko je sistem razpadel, se je pridružil Antigonovemu taboru. Zadnjič je omenjen kot svetovalec Demetrija I. Makedonskega leta 313/312 pr. n. št. (D 19.69.1), potem pa se je verjetno upokojil, da bi napisal zgodovino svojih potovanj z naslovom Indika. Besedilo je zdaj izgubljeno, vendar je njegova vsebina znana iz informacij, ki so jih v svoja dela vključili Strabon in drugi kasnejši avtorji. Opis njegovega potovanja je vključen v Arijanovo Indiko, napisano v 2. stoletju n. št. Plinij starejši je zapisal, da je Nearh med svojim potovanjem ustanovil mesto Arbis.